# Säter
Säter är en tätort i Dalarna samt centralort i Säters kommun i Dalarnas län.
Nordöst om centrum ligger Säterdalens naturreservat som är ett ravinsystem.
Av de svenska tätorter som tidigare varit städer är Säter med sina 4 500 invånare en av de minsta. Bland kända personer från Säter kan räknas Glenn Nyberg, Magnus Dahlander och Inger Sarin.

## Historia

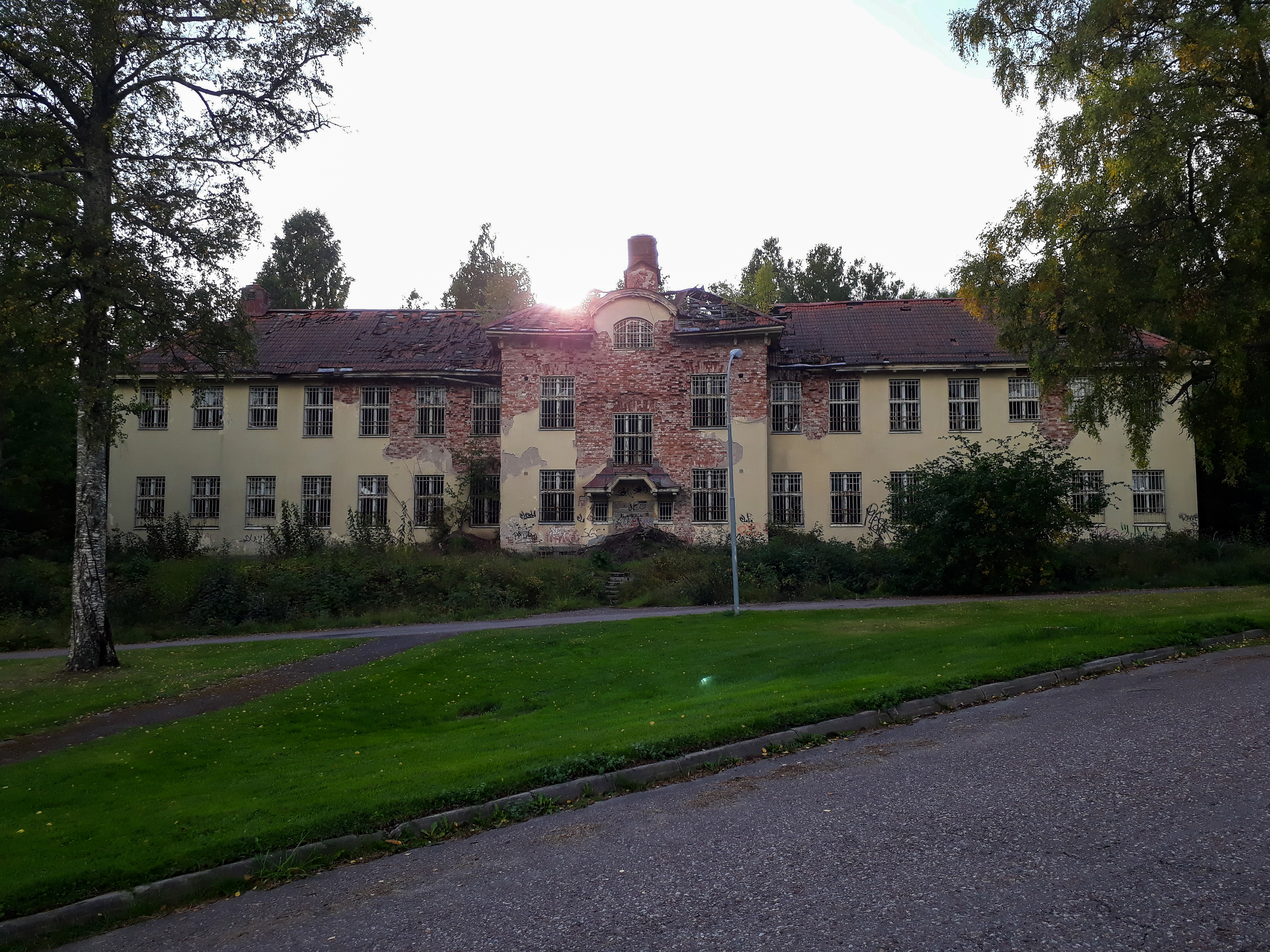
Ruinerna av Fasta paviljongen (Läns) på Säters mentalsjukhus.

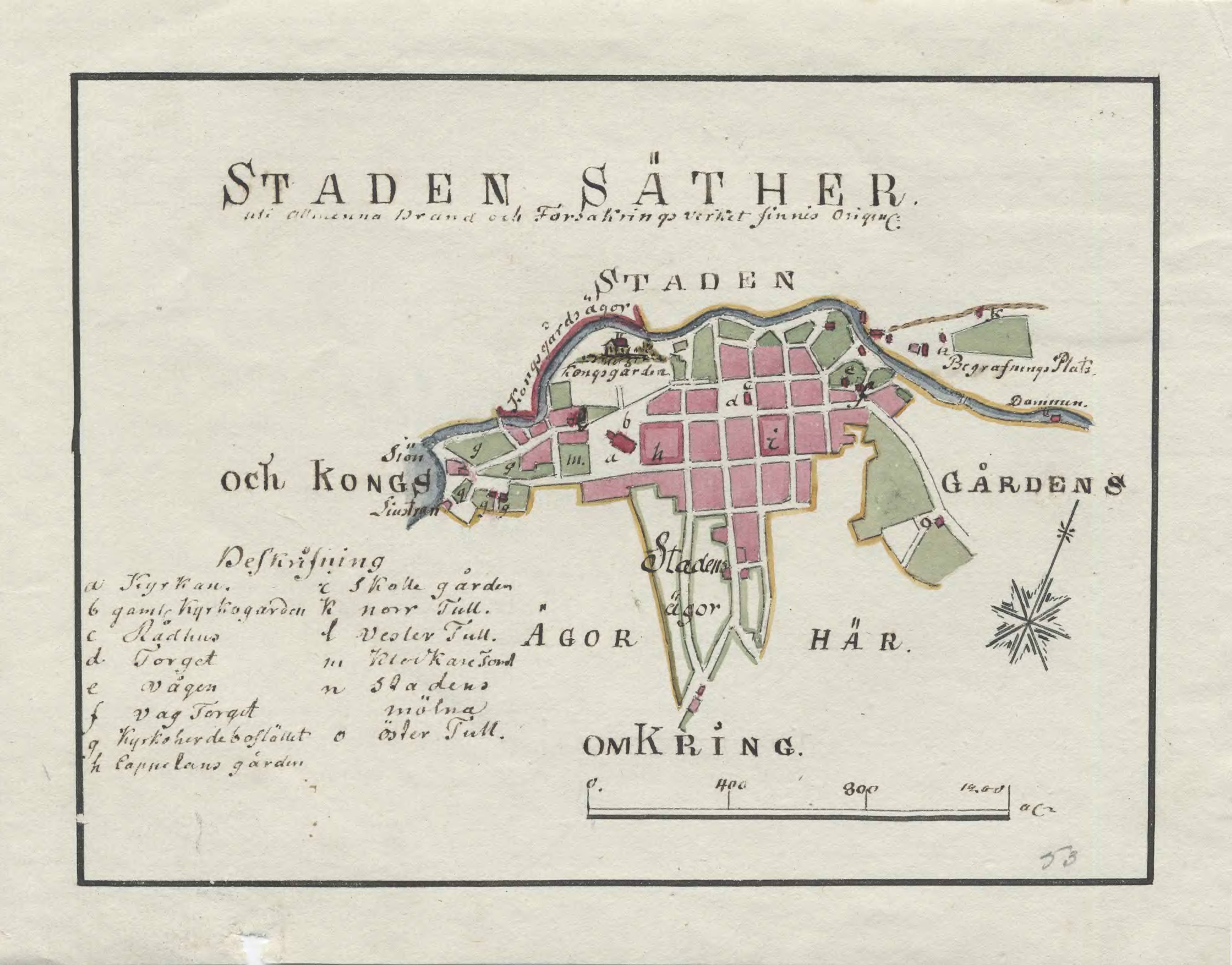
Karta över Säter från 1790-talet

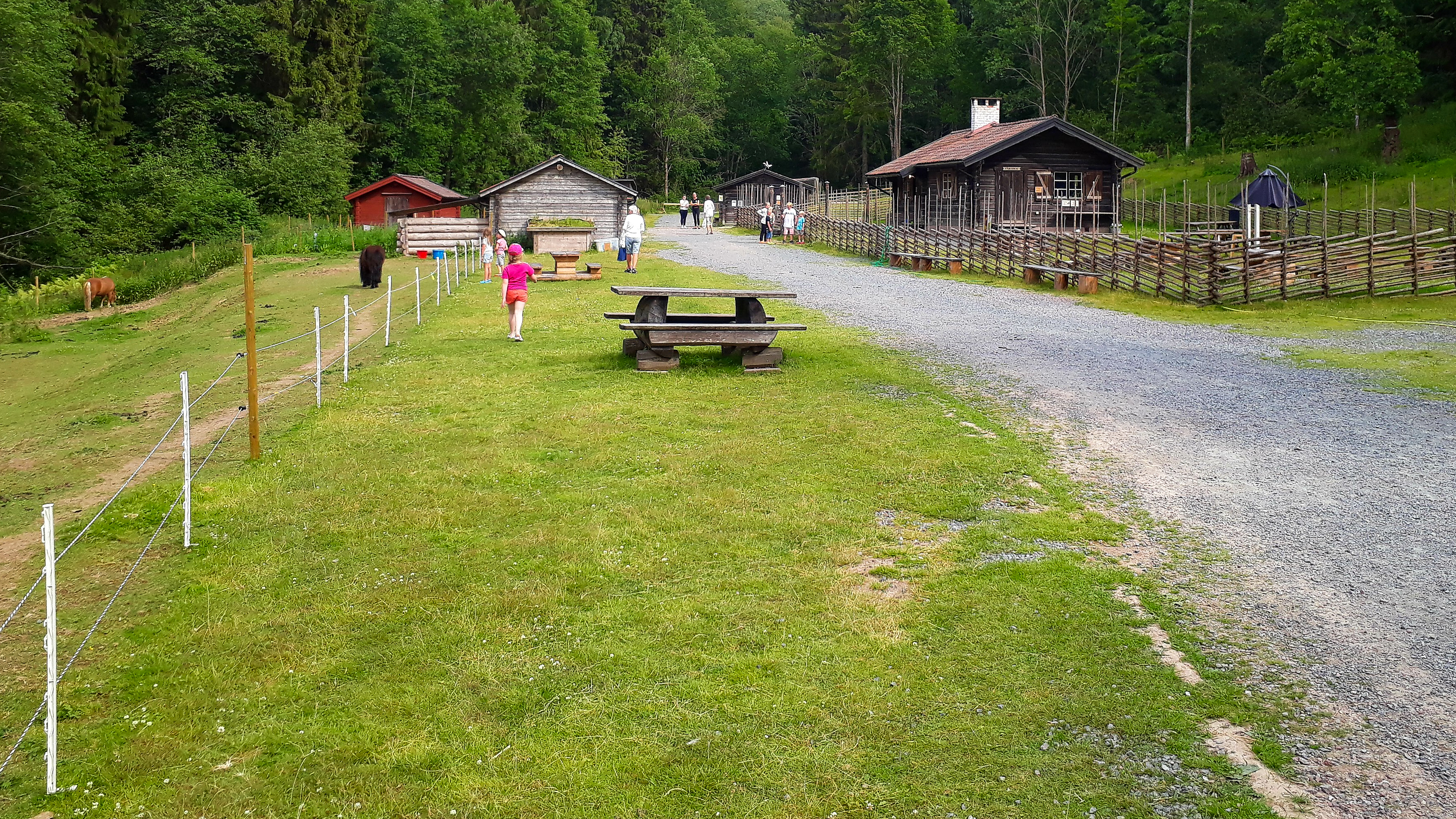
Säterdalens fäbod

På platsen låg tidigare en kungsgård, men staden Säter planlades 1630 och fick stadsprivilegier 1642. Stadens centrala delar är en av landets bäst bevarade trästäder. Strax väster om staden finns även Säters sjukhus som öppnades 1912 som då var ett av Sveriges största mentalsjukhus. Sjukhusets rättspsykiatriska avdelning är bland annat känd för att ha haft Thomas Quick, Lars-Inge Svartenbrandt och Sigvard Nilsson-Thurneman intagna. Säter är även känt för Säterdalen och sitt myntverk som tillverkade så kallade klippingar. Stora triathlontävlingar arrangeras årligen på orten och år 1999 och 2004 arrangerade Säter världsmästerskapen i långdistans.

### Administrativa tillhörigheter
Säters stad, som 1642 utbrutits ur Säters socken, ombildades vid kommunreformen 1862 till en stadskommun. 1952 införlivades Säters socken/landskommun i stadskommunen som sedan 1971 uppgick i Säters kommun med Säter som centralort.
I kyrkligt hänseende hörde orten före 1952 till Säters stadsförsamling, sedan mellan 1952 och 2010 till Säters församling och orten hör sedan 2010 till Säterbygdens församling.
Orten ingick till 1937 i domkretsen för Säters rådhusrätt och därefter till 1971 i Hedemora tingslag. Från 1971 till 2001 ingick Säter i Hedemora domsaga och orten ingår sedan 2001 i Falu domkrets.

### Befolkningsutveckling
| Befolkningsutvecklingen i Säter 1960–2020     | Befolkningsutvecklingen i Säter 1960–2020 | Befolkningsutvecklingen i Säter 1960–2020 | Befolkningsutvecklingen i Säter 1960–2020 | Befolkningsutvecklingen i Säter 1960–2020 |
| --------------------------------------------- | ----------------------------------------- | ----------------------------------------- | ----------------------------------------- | ----------------------------------------- |
|                                               |                                           |                                           |                                           |                                           |
| År                                            |                                           |                                           | Folkmängd                                 | Areal (ha)                                |
| 1960                                          | 1960                                      |                                           | 3 432                                     |                                           |
| 1965                                          | 1965                                      |                                           | 3 780                                     |                                           |
| 1970                                          | 1970                                      |                                           | 3 973                                     |                                           |
| 1975                                          | 1975                                      |                                           | 4 297                                     |                                           |
| 1980                                          | 1980                                      |                                           | 4 710                                     |                                           |
| 1990                                          | 1990                                      |                                           | 5 015                                     | 372                                       |
| 1995                                          | 1995                                      |                                           | 4 847                                     | 377                                       |
| 2000                                          | 2000                                      |                                           | 4 479                                     | 378                                       |
| 2005                                          | 2005                                      |                                           | 4 438                                     | 378                                       |
| 2010                                          | 2010                                      |                                           | 4 429                                     | 381                                       |
| 2015                                          | 2015                                      |                                           | 4 613                                     | 418                                       |
| 2020                                          | 2020                                      |                                           | 4 731                                     | 486                                       |
| Anm.: Dalkarlsnäs ingår i tätorten sedan 2020 |                                           |                                           |                                           |                                           |

## Samhälle
Bankaktiebolaget Stockholm-Öfre Norrland öppnade ett kontor i Säter i mars 1899. Detta kontor flyttade till Hedemora 1901, men samma bank etablerade sig åter i Säter år 1904. Stockholm-Öfre Norrland uppgick senare i Svenska Handelsbanken. Säter hade även ett sparbankskontor tillhörde Kopparbergs läns sparbank, som senare uppgick i Swedbank.
Swedbank stängde kontoret i Säter den 28 februari 2017. I december öppnade istället Södra Dalarnas sparbank ett kontor i Säter. Handelsbanken stängde den 21 juni 2021.
1907 till 1966 låg Säters Yxfabrik vid riksväg 70, där Säteryxan tillverkades. Byggnaden står kvar och huserar idag Biografmuseet. Yxfabriken inspirerade konstnären Mats Lodén till en skulptur i form av ett yxhuvud, som installerades 2007 i den södra rondellen på riksvägen.

## Kommunikationer
Säters station ligger vid järnvägslinjen Dalabanan.  

### Järnvägsstationen
Under 2022-2023 byggs stationen om och man har skapat mötesspår, så att tåg kan mötas utan att stanna vilket gör resorna smidigare. Det har även gjorts två broar.  Ena bron ersätter den tidigare spårövergångnen och förbinder stationsområdet med den nya plattformen som har byggts. Den andra bron är för gående och cyklister som skall ta sig mellan Säterdalen och centrum. Plattformen mellan spåren har gjorts bredare och fått vindskydd och bättre belysning, och även tak på vissa delar. 

## Bilder

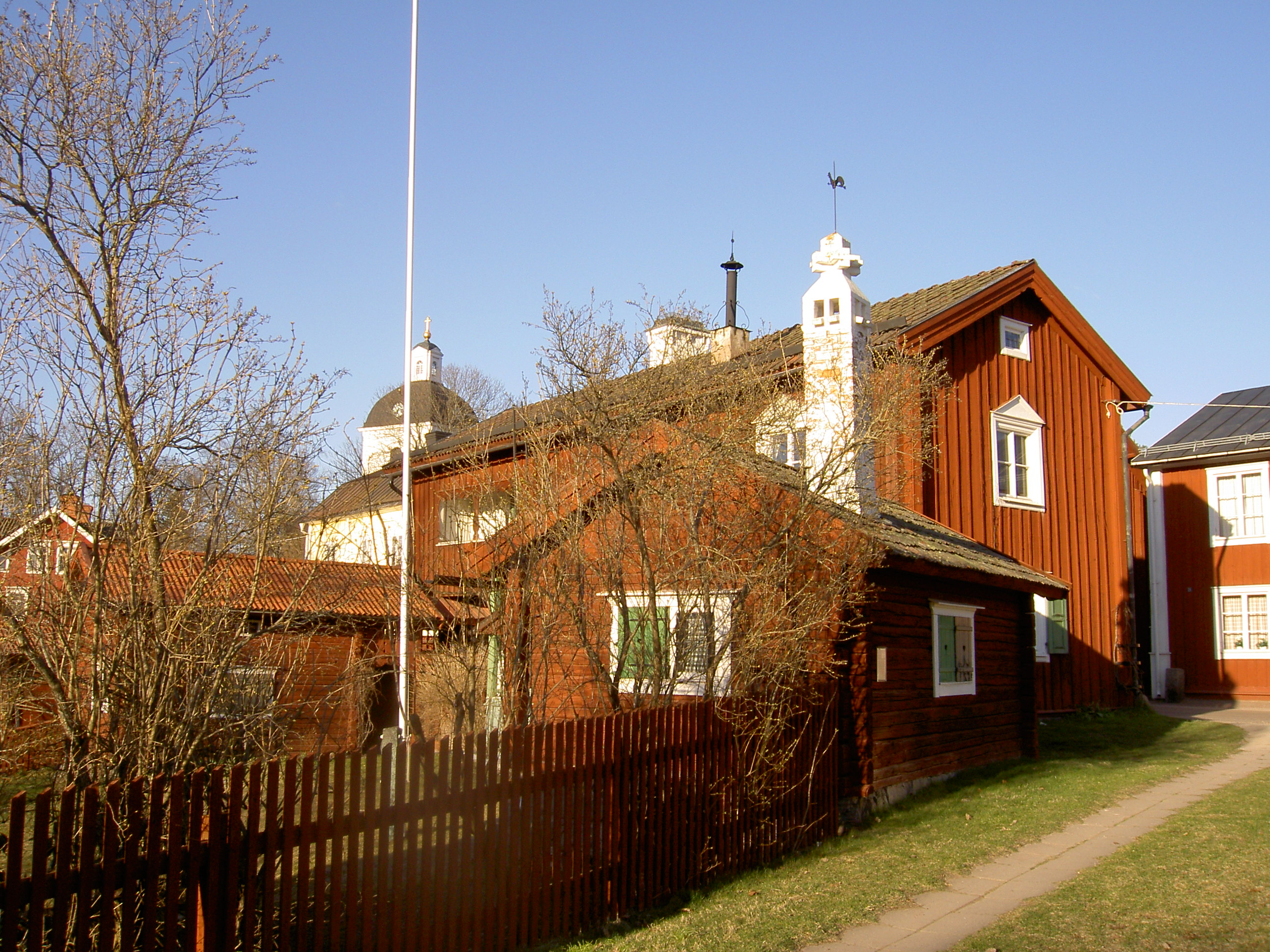
Dahlanders hörn, där Magnus Dahlander bodde
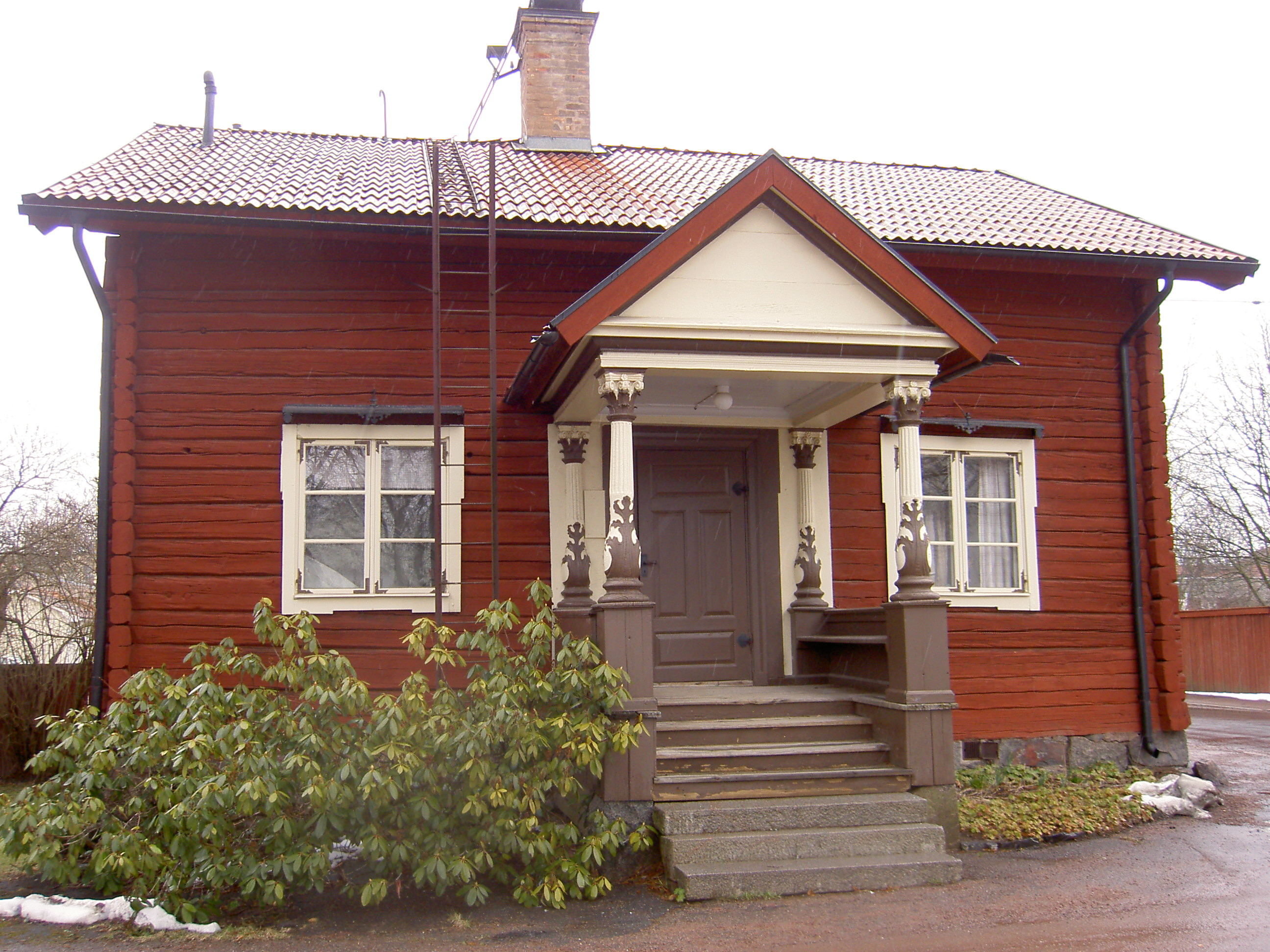
Säters sockenstuga
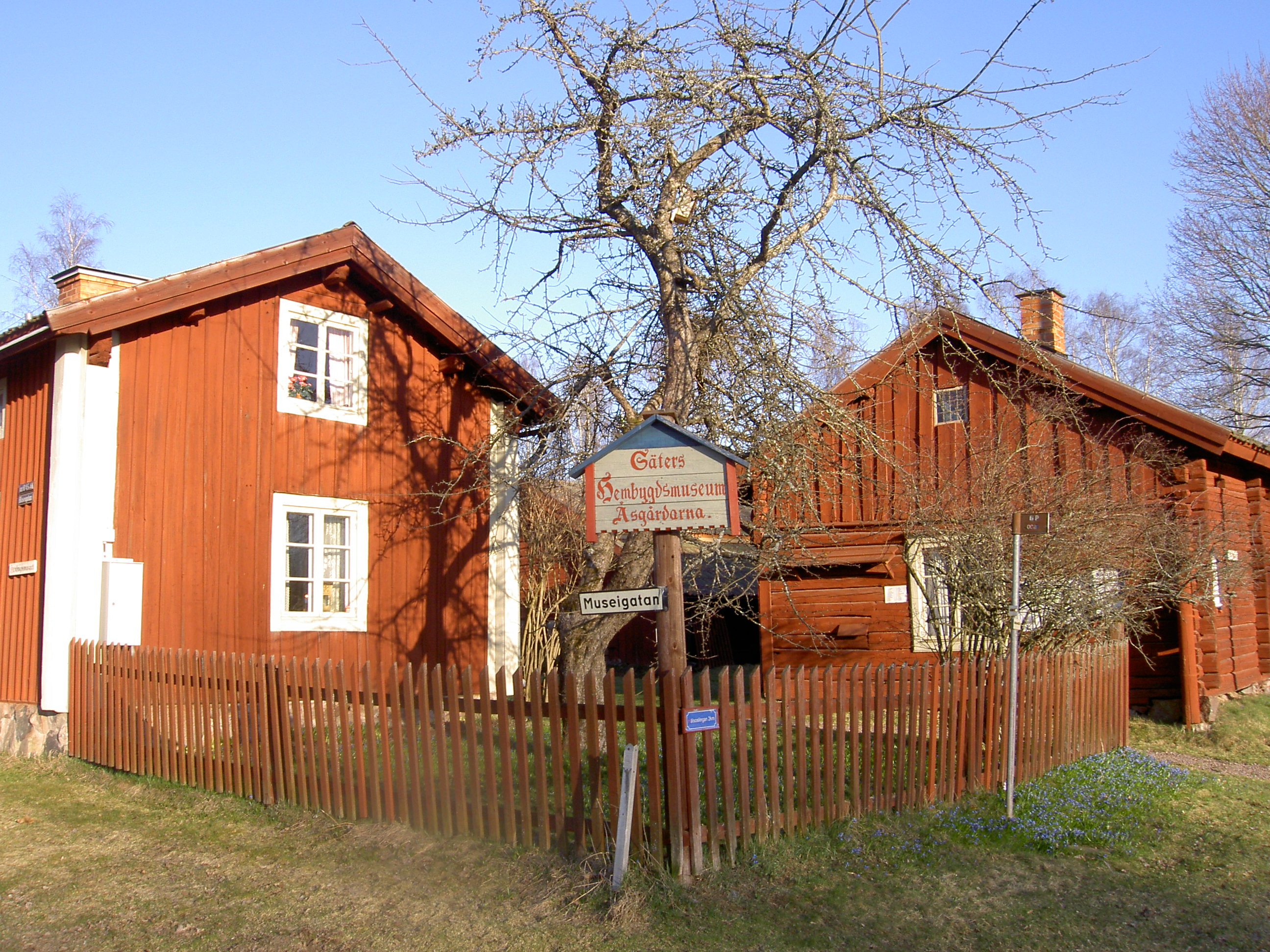
Åsgårdarna (hembygdsmuseet)
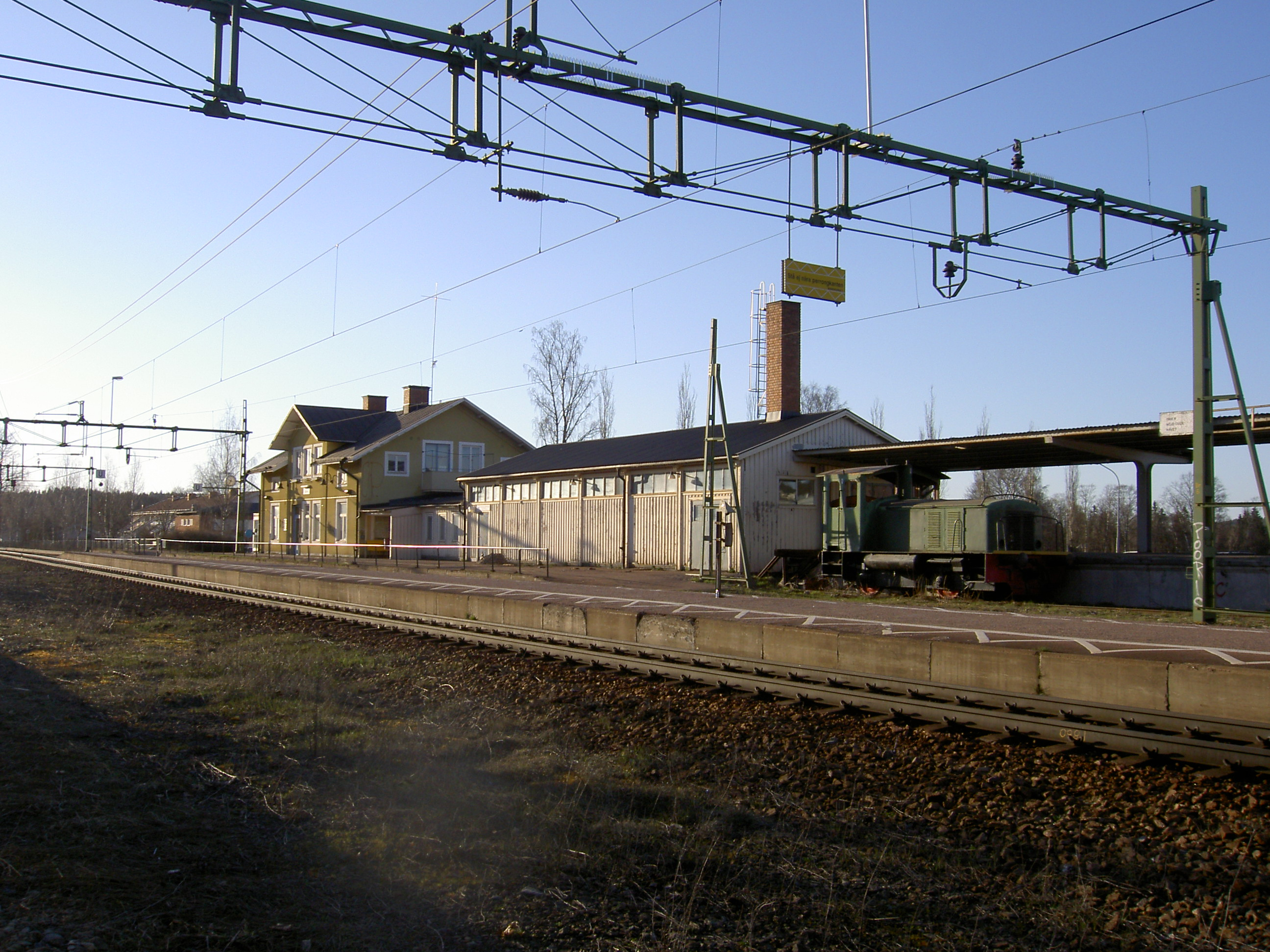
Säters järnvägsstation